# Erik Sökjer-Petersén
Erik Sökjer-Petersén (n. 4 decembrie 1887, Hybe, Regatul Ungariei – d. 17 aprilie 1967, Åkarp⁠(d), Malmöhus⁠(d), Suedia) a fost un trăgător de tir ce a reprezentat Suedia, medaliat olimpic. A participat la 2 ediții ale Jocurilor Olimpice (1912, 1920) în care a câștigat o medalie de bronz.